# Solférino (cuirassé)
Pour les articles homonymes, voir Solférino.
Le Solférino est un cuirassé de classe Magenta construit à l’arsenal de Lorient entre 1859 et 1861. Il prend ce nom en l'honneur de la Bataille de Solférino du 24 juin 1859 durant la Campagne d'Italie.

## Histoire
Les deux cuirassés de cette classe sont construits d'après les plans d’Henri Dupuy de Lôme (1816-1885), ingénieur du Génie maritime et homme politique français. Il s'agit d'une version agrandie du premier cuirassé de haute mer Gloire lancé en 1860.

Les deux bâtiments de cette classe sont les deux premiers navires au monde à être équipés d'un éperon de proue et sont également les deux seuls cuirassés à coque en fer à deux ponts jamais construits.
En 1868, le pont supérieur se voit équipé de dix canons rayés de 240 mm pour remplacer les canons à âme lisse de 120 mm.

### Sources
- (en) Cet article est partiellement ou en totalité issu de l’article de Wikipédia en anglais intitulé « French ironclad Solférino » (voir la liste des auteurs).